# Jandro Lion
Jandro Lion és el pseudònim d'Alejandro León Atienza (Madrid, 1980), policia nacional, youtuber i exportaveu de l'associació policial Jusapol, conegut pel seu canal de Youtube i els seus vídeos virals embolicats en polèmica
Jandro Lion acumula nombroses denúncies pels seus insults i amenaces proferidas a través del seu canal de Youtube i el seu compte de Twitter contra persones, sindicalistes, mitjans i periodistes, i a altres sindicats de la policia. El seu canal titulat Jandro Lion Minutos de Gloria volta els 30.000 subscriptors (desembre de 2019) i puja vídeos gairebé setmanalment amb un caire de crítica social i reivindicativa, on qüestiona lleis com la d'Estrangeria, denominant-la Basura Ley de Extranjeria. Al febrer de 2018 va ser expedientat per la Direcció general de la Policia per insultar al llavors Ministre de l'Interior Juan Ignacio Zoido en el marc de les reivindicacions per l'equiparació salarial i va haver-hi una multitudinària manifestació en suport al youtuber, on altres policies es van cobrir el rostre amb caretes de Jandro Lion. Jandro acusa al seu canal la persecució a la qual està sotmès pel separatisme català, el seu gran enemic, especialment contra el mosso d'esquadra Albert Donaire.
Ha publicat vídeos insultant al president del Govern: Sánchez Castejón, tinc ara mateix tanta ràbia que l'única cosa que em ve de gust és insultar-lo. I ficant-se amb la vocació del Ministre de l'Interior, Fernando Grande-Marlaska: La seva veritable vocació és ser modista. Un vídeo on de forma espontània reacciona en rebre una navalla com a regal dels membres de Jusapol de Ciudad Real, després del que va etzibar una frase que s'ha fet popular: Hòstia que maco, la quantitat de gent que vaig a assassinar amb això. Que es preparin els mena, que els vaig a deixar en el sòl. La denúncia finalment va ser arxivada. En diversos mitjans han destapat una trama en la qual Jandro Lion reconeix el respatller econòmic de Ciutadans cap a Jusapol.
És un conegut activista a favor del partit polític Vox, alguna cosa molt discutit. En un vídeo ha arribat a exigir la intervenció de la Comunitat Autonòmica Catalana. En algun mitjà citen que no ha sol·licitat la compatibilitat per exercir com youtuber.